# Photoactivated Localization Microscopy
Photoactivated Localization Microscopy (PALM, deutsch Lokalisationsmikroskopie nach Photoaktivierung oder auch photoaktivierte Lokalisationsmikroskopie) beziehungsweise Stochastic Optical Reconstruction Microscopy (STORM) sind spezielle Methoden der Lichtmikroskopie, genauer der Fluoreszenzmikroskopie. Sie beruhen auf einem lichtgesteuerten Ein- und Ausschalten von Fluoreszenz in einzelnen Molekülen. Das Ein- und Ausschalten erfolgt dabei über einen gewissen Zeitraum hinweg, über den mehrere einzelne Bilder aufgenommen werden können. Durch eine anschließende Computerberechnung lässt sich die Position einzelner Moleküle mit einer Auflösung jenseits der von Ernst Abbe beschriebenen optischen Auflösungsgrenze bestimmen.

## Geschichte
Die Technik wurde 2006 von drei Gruppen parallel entwickelt und unterschiedlich bezeichnet. Eric Betzig und Kollegen am Howard Hughes Medical Institute nannten sie PALM, S. T. Hess und Kollegen FPALM und Xiaowei Zhuang und Kollegen an der Harvard University nannten sie STORM. Die erzielte Auflösung wurde mit 2 bis 25 nm bzw. 20 nm angegeben. Inzwischen ist es möglich, mit dieser Technik einzelne Enzymmoleküle in einzelnen Bakterien bei ihrer Arbeit zu verfolgen.

## Funktionsprinzip
In der klassischen Fluoreszenzmikroskopie können fluoreszierende Moleküle, die zu nah beieinander liegen, nicht mehr aufgelöst werden: Sie erscheinen als eine einzige Struktur.
PALM umgeht dieses Problem, indem es sich die besonderen Eigenschaften von photoaktivierbaren fluoreszierenden Proteinen (englisch: photoactivatable fluorescent proteins, PA-FPs) zu Nutze macht. Diese speziellen Varianten des Grün Fluoreszierenden Proteins (GFP) können durch Licht bestimmter Wellenlänge und Intensität gezielt aktiviert und deaktiviert werden. Wie andere GFPs auch können sie molekularbiologisch an solche Proteine fusioniert werden, deren Position in der Zelle untersucht werden soll.
Zunächst sind alle PA-FPs inaktiv, also nicht fluoreszent. Durch einen kurzen Lichtblitz mit Licht geeigneter Wellenlänge werden zufällig einige wenige PA-FPs aktiviert. Dieses Schalten ist in hohem Maße nichtlinear, da Moleküle nur aktiviert oder nicht-aktiviert vorliegen können. Danach können sie mit Licht einer „Abfragewellenlänge“ zur Fluoreszenz angeregt und die ausgesendeten Fluoreszenzphotonen detektiert werden. Bei fortschreitender Belichtung bleichen diese Fluoreszenzmoleküle aus, das heißt, die Fähigkeit zur Fluoreszenz geht in diesem Molekül unwiederbringlich verloren. Dabei werden fortlaufend weitere Bilder gemacht. Die Versuchsbedingungen werden so gewählt, dass die Wahrscheinlichkeit, dass bei einem Aktivierungsblitz zwei dicht nebeneinander liegende Moleküle gleichzeitig aktiviert werden, sehr klein bleibt. Da zu dicht liegende fluoreszierende Moleküle nicht voneinander unterschieden werden könnten, ist dies eine Voraussetzung für die hohe Auflösung im Nanometerbereich.
Ein nächster Lichtblitz aktiviert wieder zufällig andere PA-FPs und der Vorgang wiederholt sich. Nach sehr vielen Durchgängen sind alle PA-FPs einmal aufgenommen. Man kann solange aufnehmen, bis alle PA-FPs ultimativ geblichen sind. Statt einzelne Aktivierungsblitze zu verwenden, kann man das Präparat auch kontinuierlich mit dem Aktivierungslicht beleuchten. Dabei wird eine so geringe Helligkeit verwendet, dass nur einzelne – zufällig verteilte – PA-FPs aktiviert werden.
Die fluoreszierenden Moleküle erscheinen aufgrund der Beugung des Mikroskops zunächst verschwommen. Durch einen mathematischen Algorithmus unter Anwendung der Punktspreizfunktion kann jedoch die genaue Position jedes Moleküls berechnet werden. Die Idee beruht darauf, dass jedes Molekülbild räumlich isoliert aufgenommen wurde und seine Position daher mit höherer Auflösung beispielsweise als Schwerpunkt des erhaltenen Lichtflecks bestimmt werden kann. Dies funktioniert jedoch nur, wenn nebeneinander liegende Moleküle nicht zur selben Zeit aktiv sind. Ein Computerprogramm bestimmt dann für alle Teilbilder die Positionen der darin aktiven Moleküle und erzeugt daraus das endgültige Bild.
Das Prinzip der hochauflösenden Lokalisationsmikroskopie ist nicht auf fluoreszierende, schaltbare Proteine beschränkt. Auch blinkende Farbstoffe, die einen längerlebigen dunklen Zustand besitzen, können verwendet werden.
Auch nichtschaltbare, fluoreszierende Proteine (GFP) können zum Blinken gebracht und damit zur hochauflösenden Mikroskopie benutzt werden.

## Eigenschaften, Verbreitung und Alternativen
Ein Vorteil ist der vergleichsweise einfache Aufbau des Mikroskops. Da die verwendete Optik im Wesentlichen aus normalen Mikroskopteilen besteht, ist die Benutzung eines klassischen Fluoreszenzmikroskops mit schneller Kamera im Prinzip für PALM möglich.
Andere Möglichkeiten in der Lichtmikroskopie zu einer sehr hohen Auflösung zu gelangen schließen die STED-Mikroskopie sowie Nahfeldmikroskopien (TIRF und SNOM) mit ein.